# 前445年
| 千纪： | 前1千纪 |
| 世纪： | 前6世纪 \| 前5世纪 \| 前4世纪 |
| 年代： | 前470年代 \| 前460年代 \| 前450年代 \| 前440年代 \| 前430年代 \| 前420年代 \| 前410年代                                                                                          |
| 年份： | 前450年 \| 前449年 \| 前448年 \| 前447年 \| 前446年 \| 前445年 \| 前444年 \| 前443年 \| 前442年 \| 前441年 \| 前440年                                                            |
| 纪年： | 周貞定王二十四年 魯悼公二十三年 齊宣公十一年 晉哀公七年 趙襄子三十一年 秦厉共公三十二年 楚惠王四十四年 宋昭公二十四年 衛敬公二十年 鄭共公十年 燕成公十年 越王朱勾三年 杞簡公四年 |

## 大事記
- 楚国灭亡杞国（今山東省安丘市）
- 雅典和斯巴達簽訂三十年和約，結束了第一次伯羅奔尼撒戰爭。

## 逝世
- 巴门尼德，古希腊哲学家，埃利亚学派的一员
- 宓不齊，孔子弟子
- 杞简公，杞国国君